# Aeroportul Napa County
Aeroportul Napa County (IATA: APC, ICAO: KAPC, FAA LID: APC) este un aeroport din California, Statele Unite ale Americii. Aeroportul a fost tranzitat în 2019 de 1.264 de pasageri.
Situat la o altitudine de 11 m, aeroportul dispune de 3 piste.

## Infrastructură

### Piste
Aeroportul dispune de 3 piste: 
- pista 06/24 din beton, cu dimensiunile 5.007 picioare × 150 picioare
- pista 18L/36R din asfalt, cu dimensiunile 2.510 picioare × 75 picioare
- pista 18R/36L din beton, cu dimensiunile 5.930 picioare × 150 picioare